# Uroš Prah
Uroš Prah (* 1988 in Maribor, SFRJ) ist ein slowenischer Lyriker, Schriftsteller und Redakteur.

## Leben und Werk
Prah wuchs in Trate an der slowenisch-steirischen Grenze auf. In seinen Biographien ist der Ortsname mit „Cmurek“ angegeben, dies ist eigentlich die offizielle slowenische Bezeichnung für den Ort auf der gegenüberliegenden Seite der Mur, Mureck, der nach dem Zerfall der Habsburgermonarchie zweigeteilt wurde. Einheimische bezeichnen den grenznahen Teil von Trate jedoch immer noch als Cmurek, weshalb Prah diesen Begriff verwendet. Nach der Matura studierte er Philosophie und Komparatistik in Ljubljana. Er ist Mitbegründer des 2008 entstandenen Literaturmagazins IDIOT und war dort von 2011 bis 2015 als Chefredakteur tätig. 2014 bis 2016 war er Programmleiter des internationalen Festivals für Entwicklungen in der Literatur Literodrom. 2015 gründete er das Museum Muzej norosti (dt. Museum des Wahnsinns) im Schloss Mureck in seinem Heimatort mit. Er nahm an mehreren Artist in Residence-Programmen teil, darunter in New York, Bukarest und Graz.
2012 veröffentlichte er seinen ersten Lyrikband Čezse polzeči, darauf folgten 2015 Tišima und 2019 Udor. Čezse polzeči wurde 2018 ins Kroatische übersetzt (Ususret klizeći). Tišima wurde für den Jenko-Preis und den Veronika-Preis nominiert. Außerdem erhielt er 2018 auf der Buch Wien den Exil-Literaturpreis für seinen auf Deutsch verfassten Text Nostra Silva. Gelegentlich tritt er auch als Essayist in Erscheinung.
Prah lebt in Wien und Maribor.

## Werke
- Čezse polzeči. (Ljubljana, 2012)
- Tišima. (Ljubljana, 2015)
- Udor. (Ljubljana, 2019)

### In deutscher Sprache
- Erdfall. Wien: luftschacht, 2023. Ins Deutsche übersetzt von Daniela Kocmut und Uroš Prah. ISBN 978-3-903422-18-6